# Fora d'asfalt

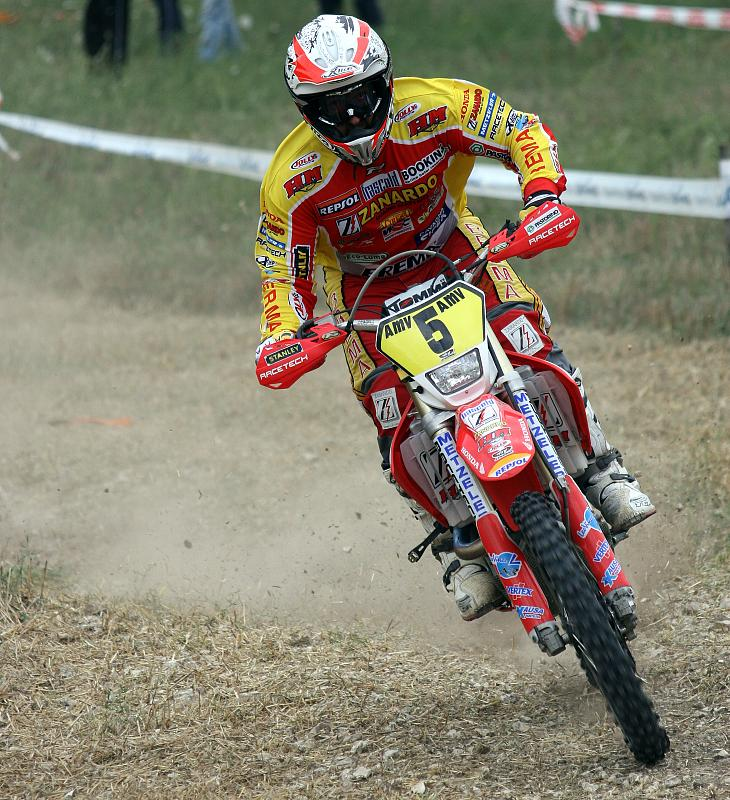
Pilot d'enduro

El terme fora d'asfalt, conegut també com a Fora asfalt, Fora de carretera o Fora carretera (en anglès: Off Road o off-road) designa activitats diverses practicades en terreny sense asfaltar i, doncs, difícilment transitable. El terme pot designar també els vehicles usats per a practicar aquestes activitats, anomenats sovint Tot Terreny o 4x4.

## Característiques

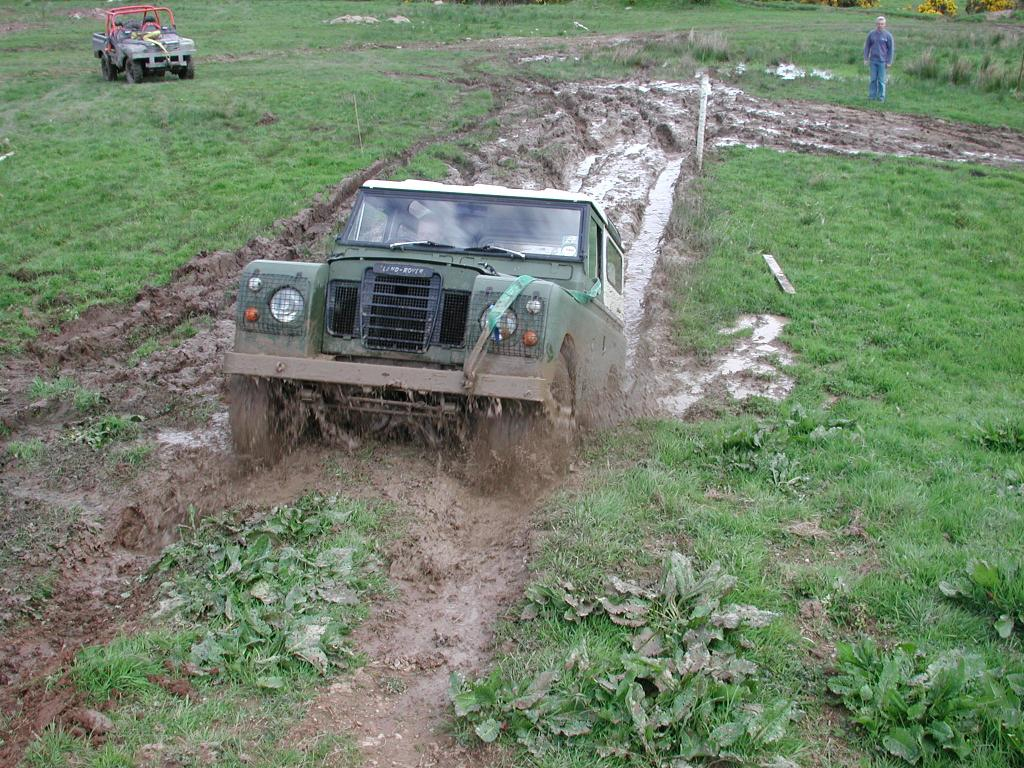
Land Rover en terreny enfangat

Normalment els espais preferits per a la pràctica de l'off-road són els que estan allunyats dels centres de població i mancats d'infraestructura urbana. Allò que se cerca amb aquesta pràctica és el contacte amb la natura, i el seu objectiu consisteix a superar les dificultats d'accés i de desplaçament imposades per l'entorn natural, com ara pujades costerudes, esglaons, roques, tarteres, cursos d'aigua, terreny sorrenc o enfangat i similars.
Per bé que les activitats d'off-road més comunes són aquelles en què hi intervenen vehicles de motor, com ara motocicletes, automòbils 4x4 o camions, n'hi ha d'altres que es fan a peu, a cavall, en bicicleta i altres mitjans.
Bona part dels vehicles d''off-road existents actualment tenen un origen militar. Els primers automòbils capaços de circular per tota mena de terreny van ser creats durant la Segona Guerra Mundial per tal de poder accedir a zones intransitables i transportar-hi tropes i material. L'exemple més conegut n'és el Jeep, desenvolupat cap a 1940 per a l'exèrcit dels EUA i que amb els anys evolucionà cap als actuals cotxes 4x4.

## Vessant esportiu
Les activitats fora d'asfalt es poden practicar simplement per lleure o bé com a esport, existint-ne nombroses modalitats i competicions obertes a participants de tots els nivells. Les més conegudes són les motociclistes, automobilístiques i ciclistes, per bé que hi ha modalitats gairebé per a cada mitjà de transport i de terreny disponible, des de trial en camió fins a curses amb motos de neu, passant pels quads o les motocicletes amb sidecar.
Hi ha nombrosos Ral·lis o Raids que es poden córrer en motocicleta, automòbil o camió i que poden transcórrer per platges, deserts, selva o alta muntanya, d'entre els quals el més emblemàtic és el París-Dakar o Ral·li Dakar.

### Motociclisme
El motociclisme de fora d'asfalt es divideix en nombroses disciplines i té una llarga tradició històrica. Ja el 1909 es va disputar la primera edició dels Sis Dies d'Escòcia de Trial, prova de gran duresa que s'ha disputat fins als nostres dies. A banda el trial, en motocicleta es pot practicar motocròs, enduro i els seus molts derivats.

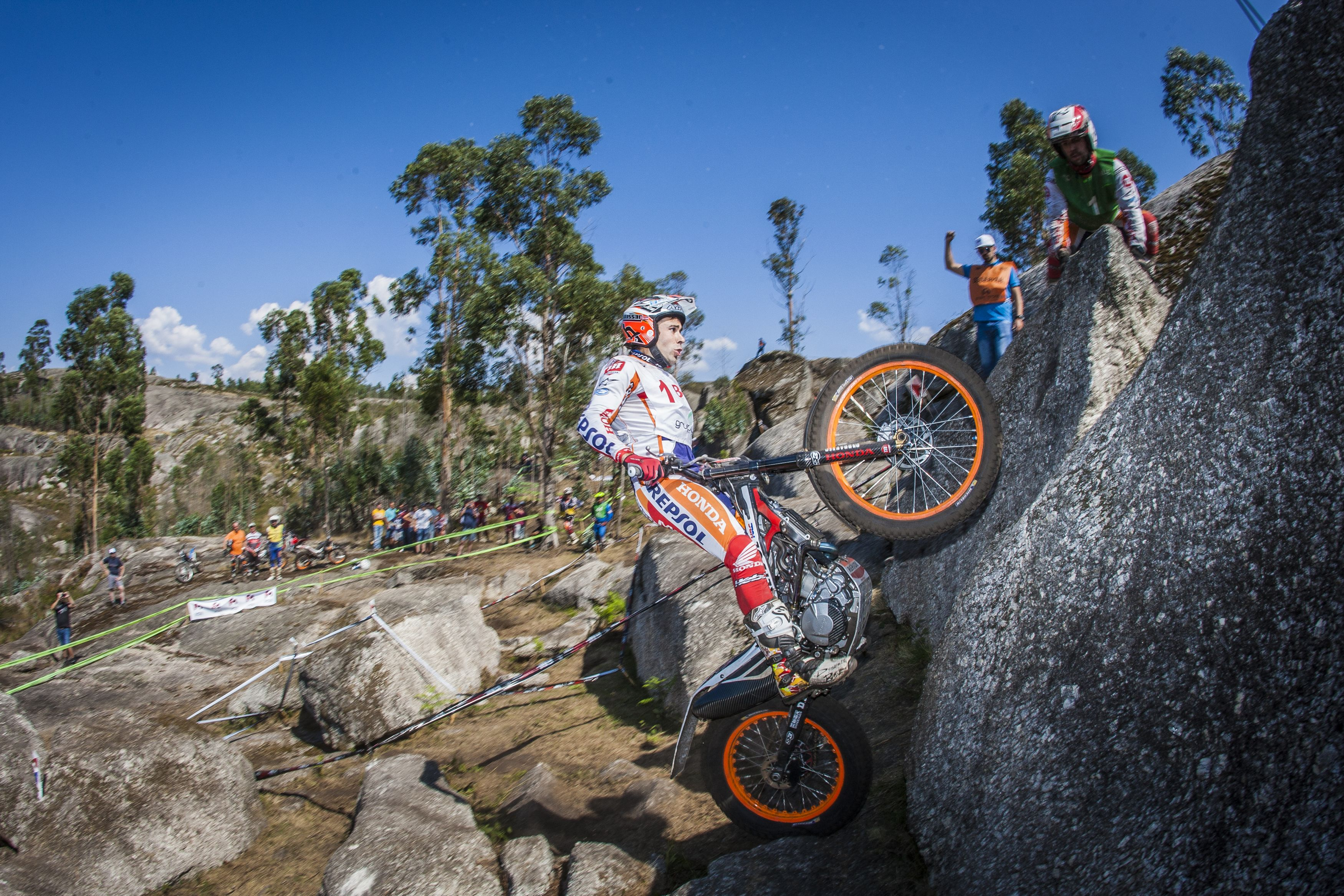
Zona de trial
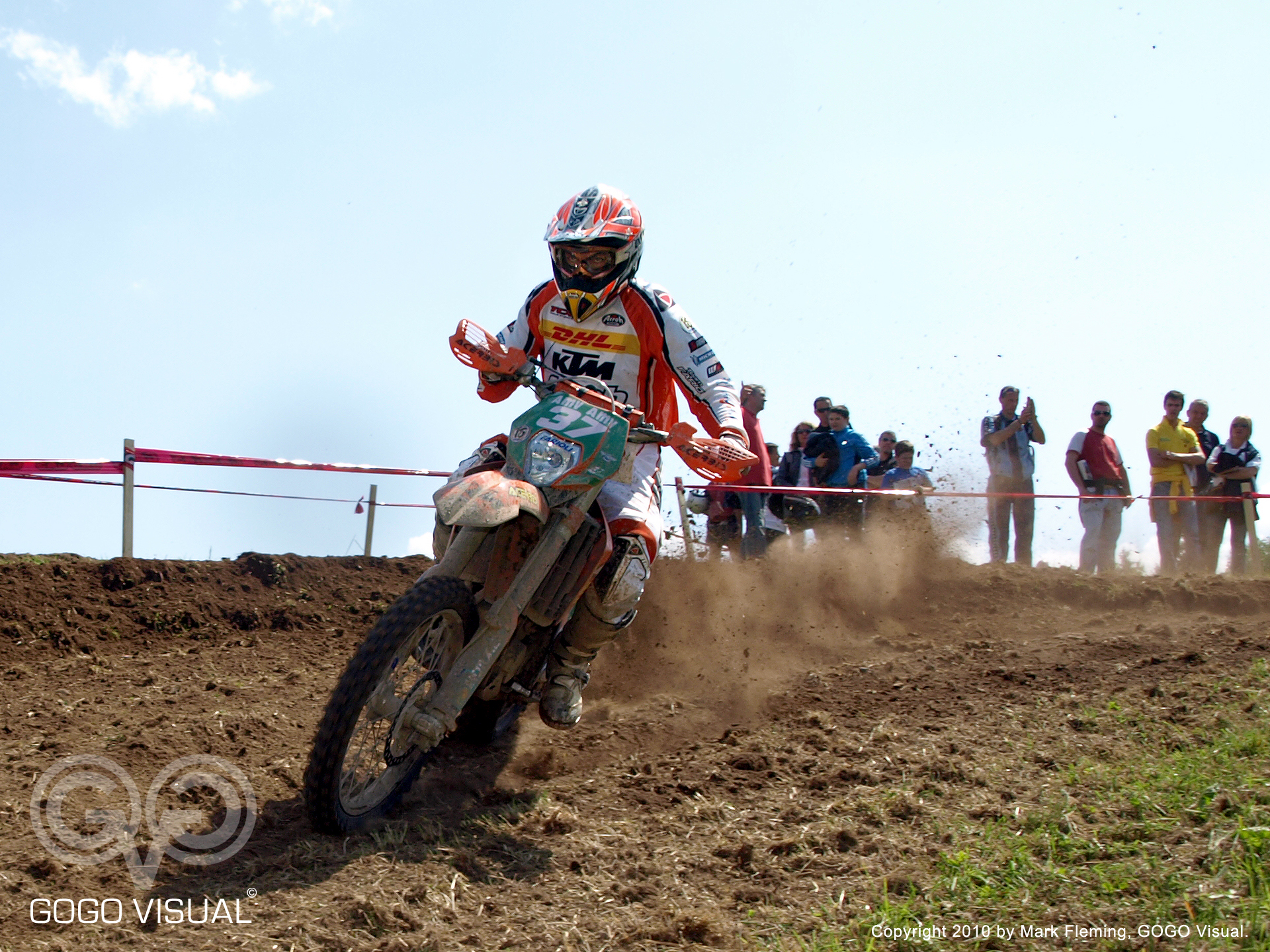
Cronometrada d'enduro
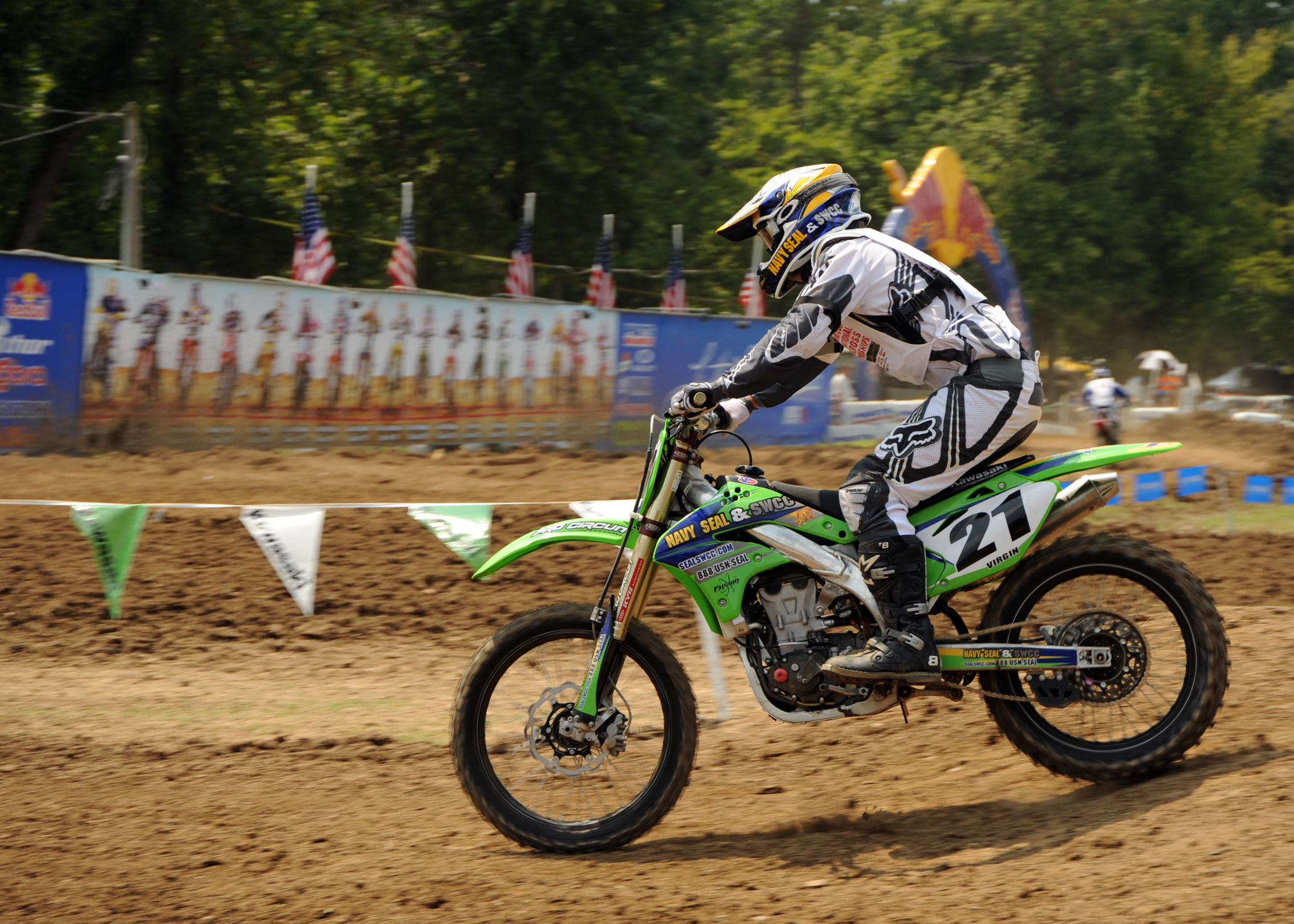
Cursa de motocròs
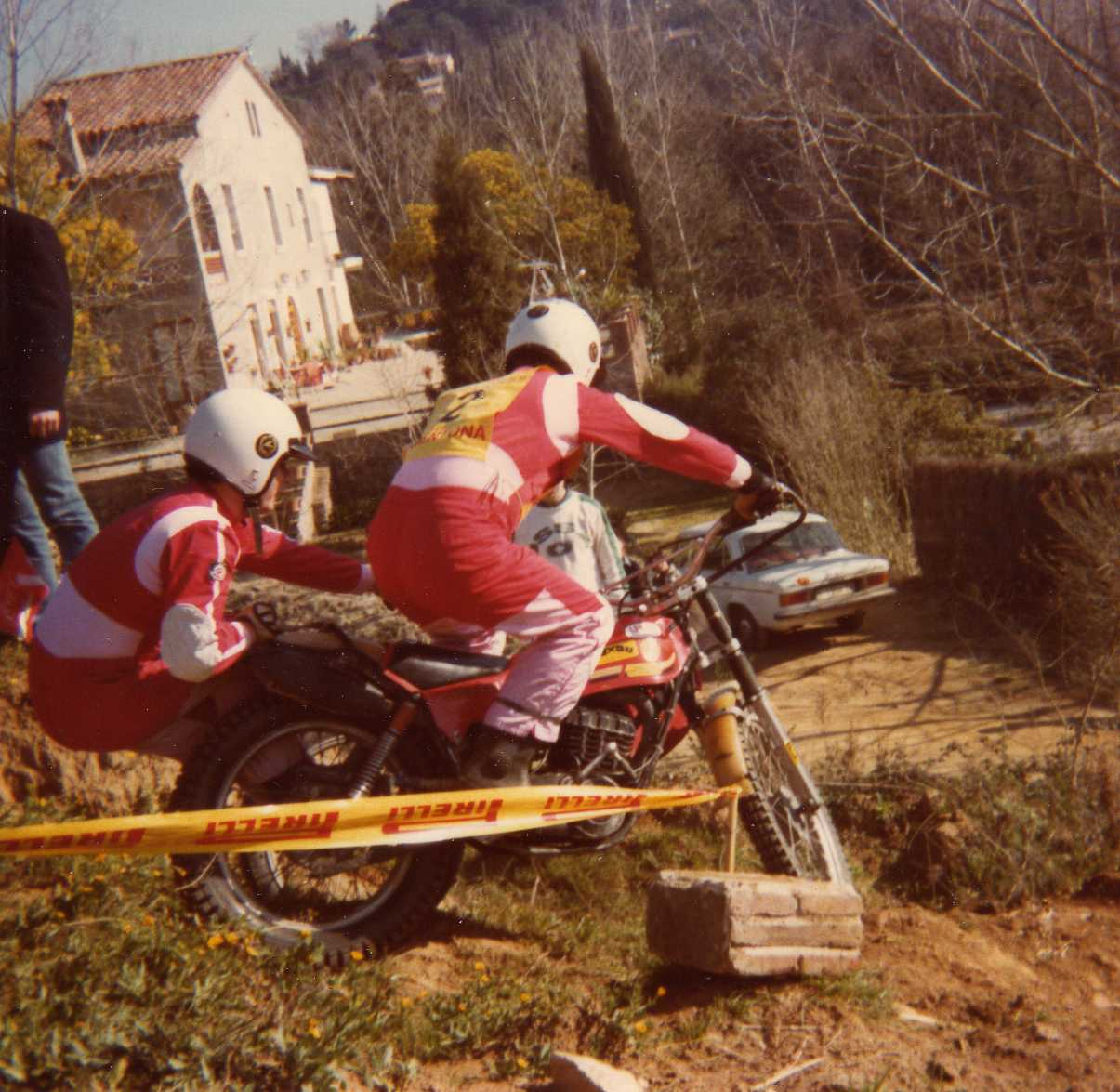
Sidecartrial
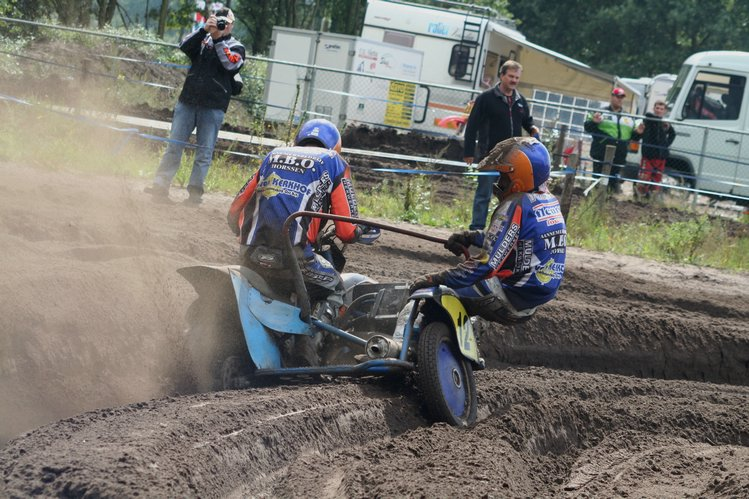
Sidecarcross

### Automobilisme
Moltes de les disciplines motociclistes de fora d'asfalt han estat adoptades per l'automobilisme i així, per exemple, hi ha competicions de trial en camió o en cotxe 4x4, d'autocross i altres. També hi ha automòbils dissenyats per a córrer sobre dunes, per deserts o platges, com ara els buggies.

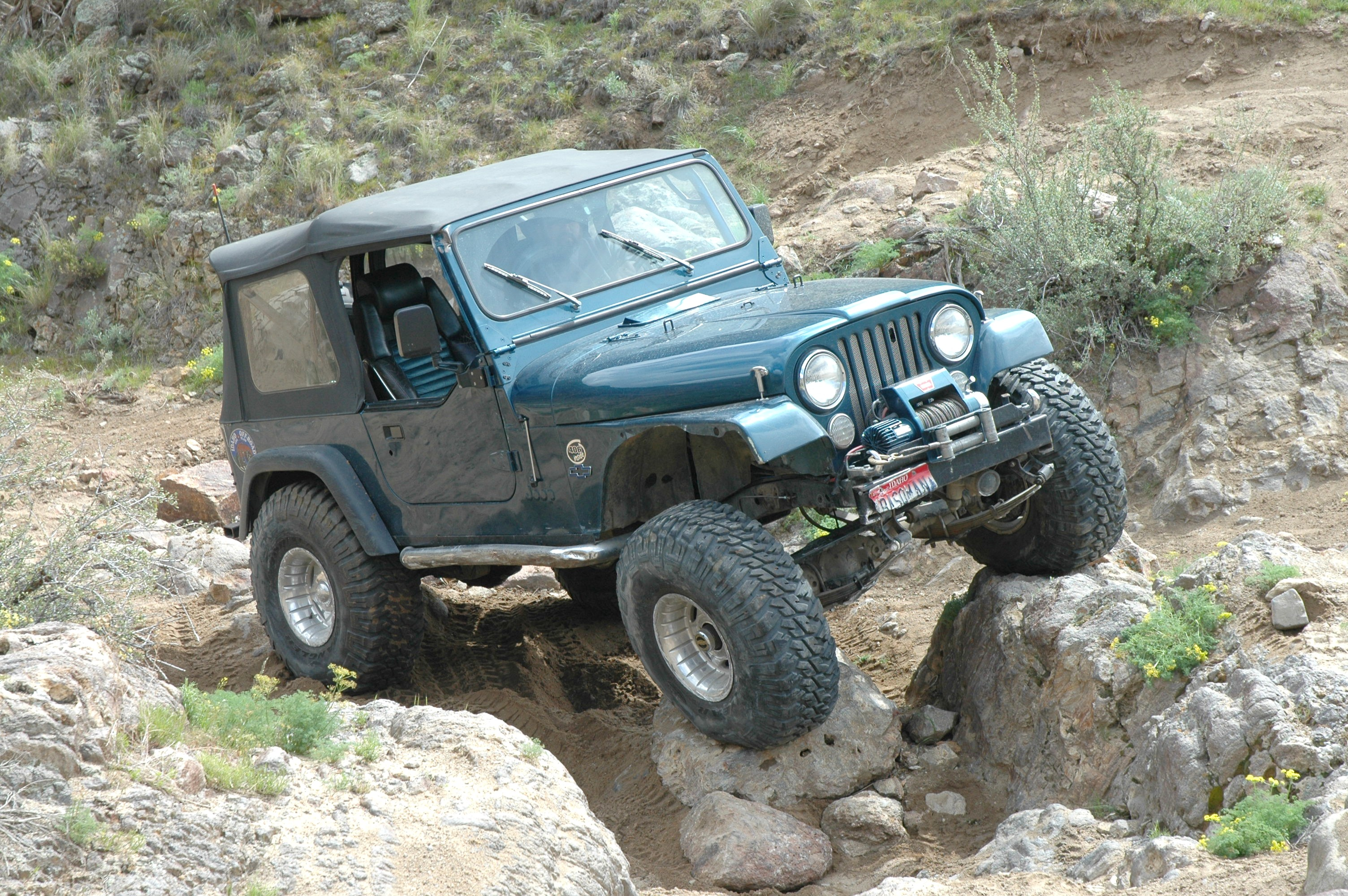
Vehicle 4x4
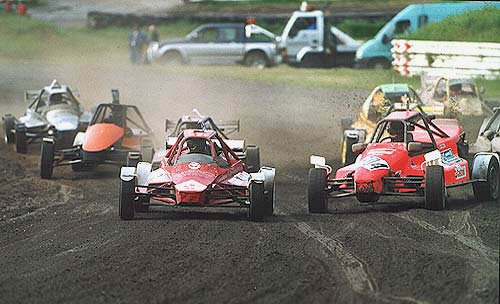
Autocross
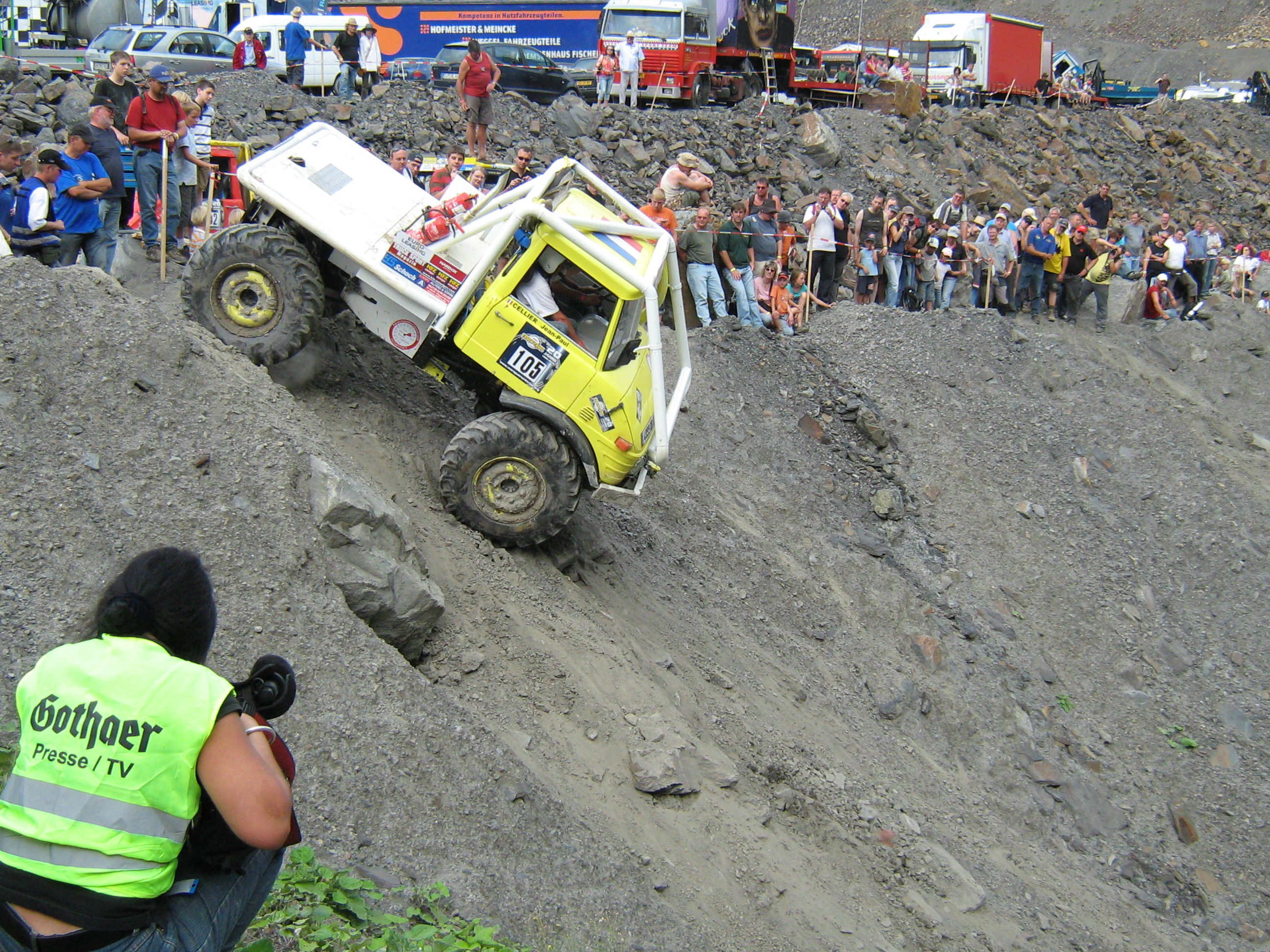
Trial amb camions
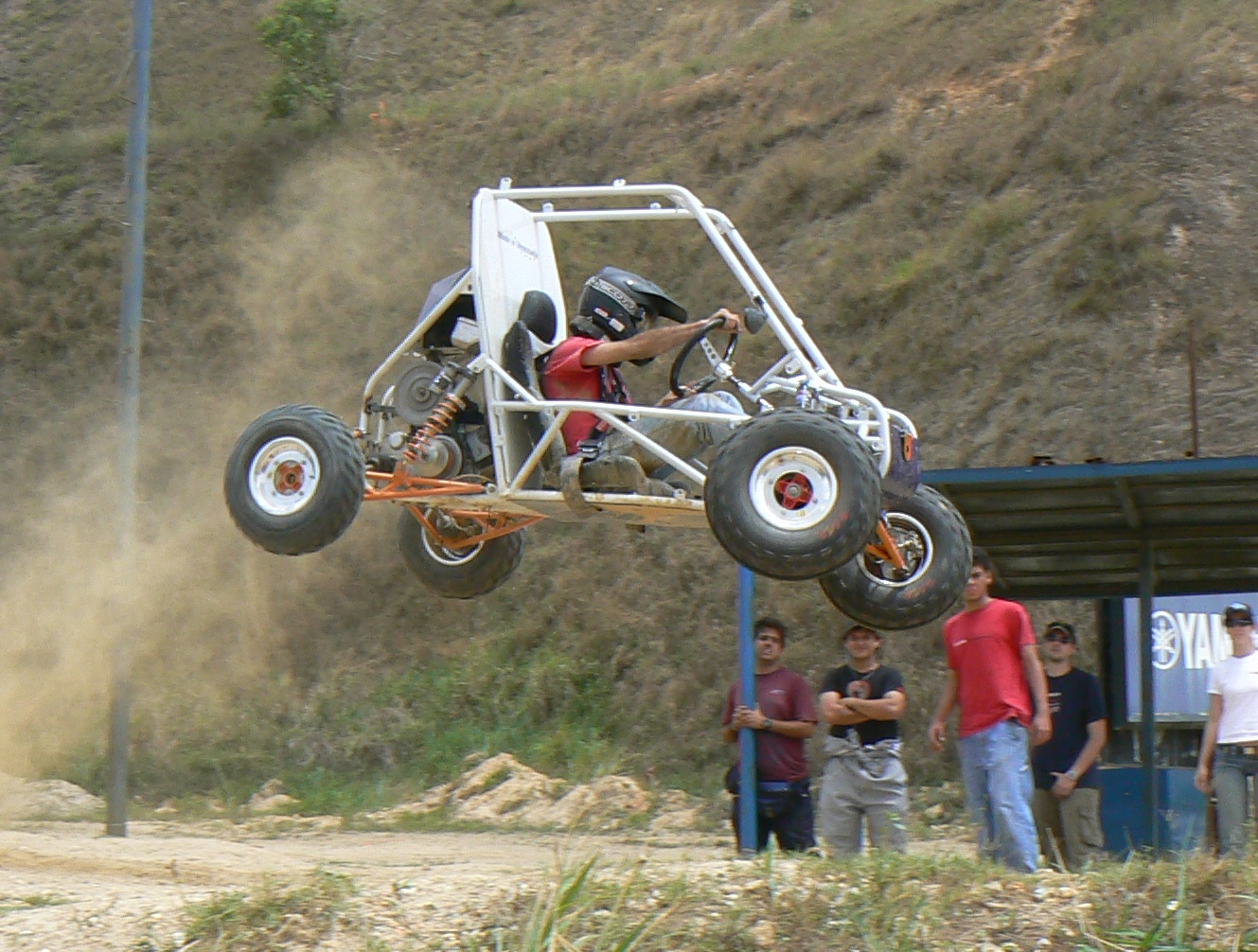
Vehicle per al desert

### Ciclisme
La modalitat ciclista de fora d'asfalt més coneguda és el mountain bike, popularitzat mundialment a partir dels anys 80 i del qual se'n celebren nombroses competicions de tota mena. A banda les curses de llarga durada hi ha els descensos cronometrats (downhill) o els combinats de mountain bike i altres esports (duatló, triatló, etc.). Altres disciplines ciclistes d'off-road molt populars són el bicitrial, creat a Catalunya a final dels anys 70, el BMX (rèplica del motocròs en bicicleta) o l'especialitat ciclista de fora d'asfalt més antiga de totes, el ciclo-cross que es practica amb bicicleta de ciclisme convencional i combina l'asfalt amb zones de terra.

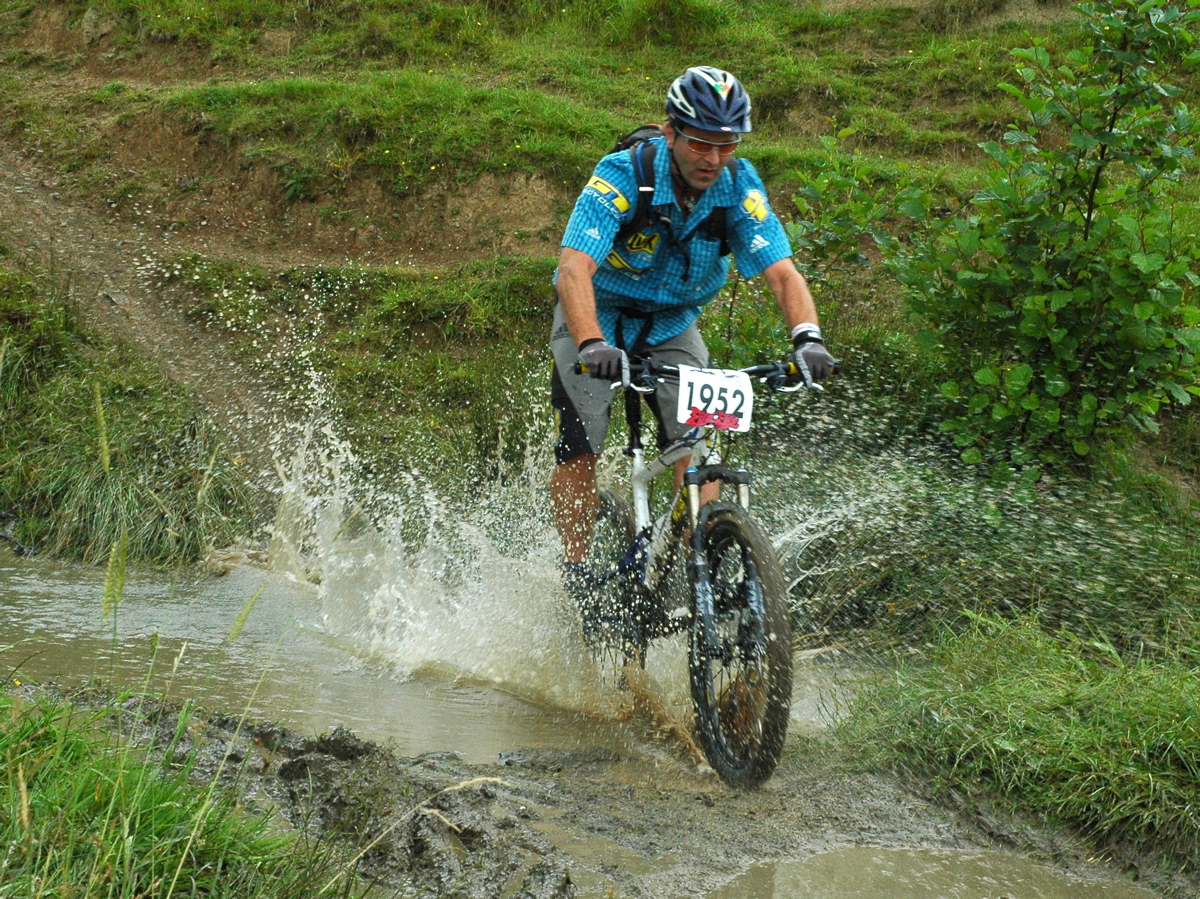
Mountain bike
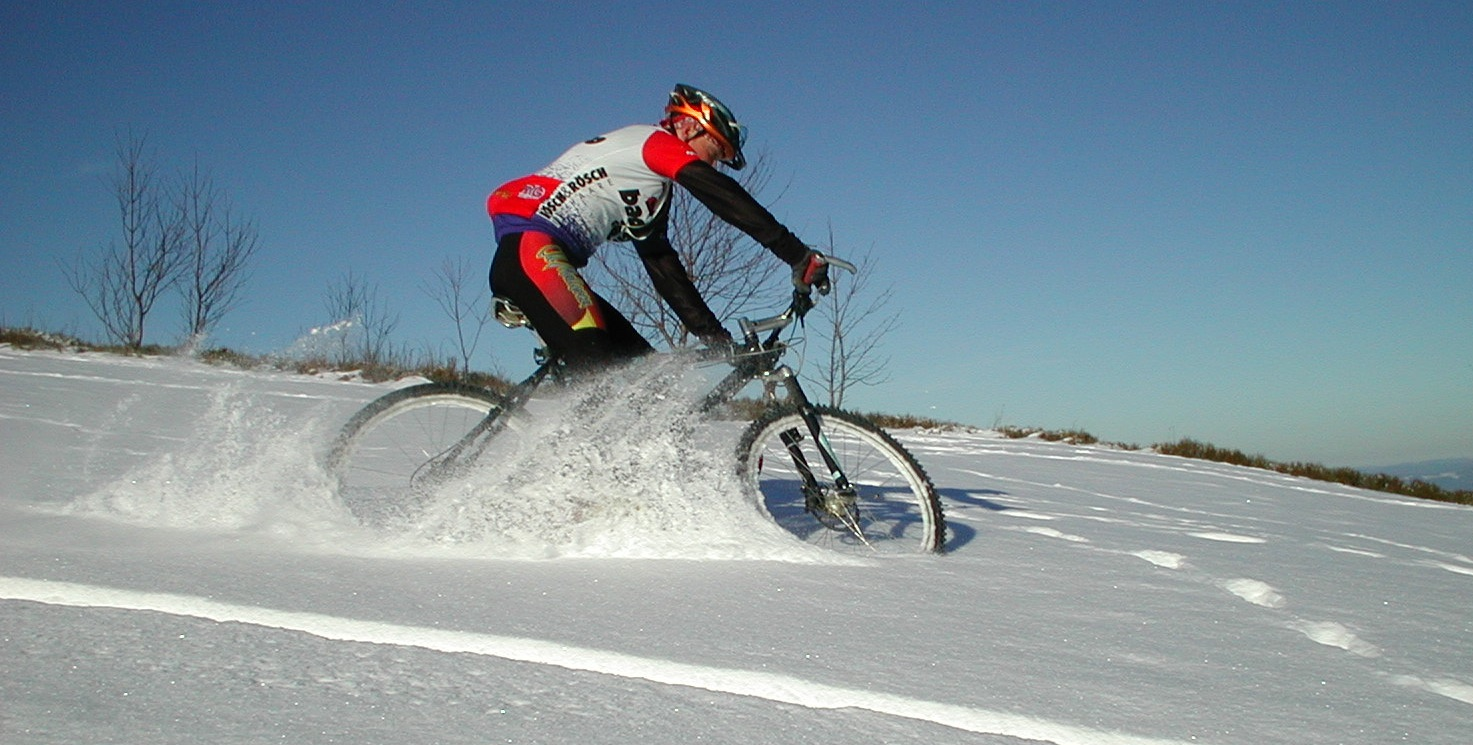
Mountain bike a la neu
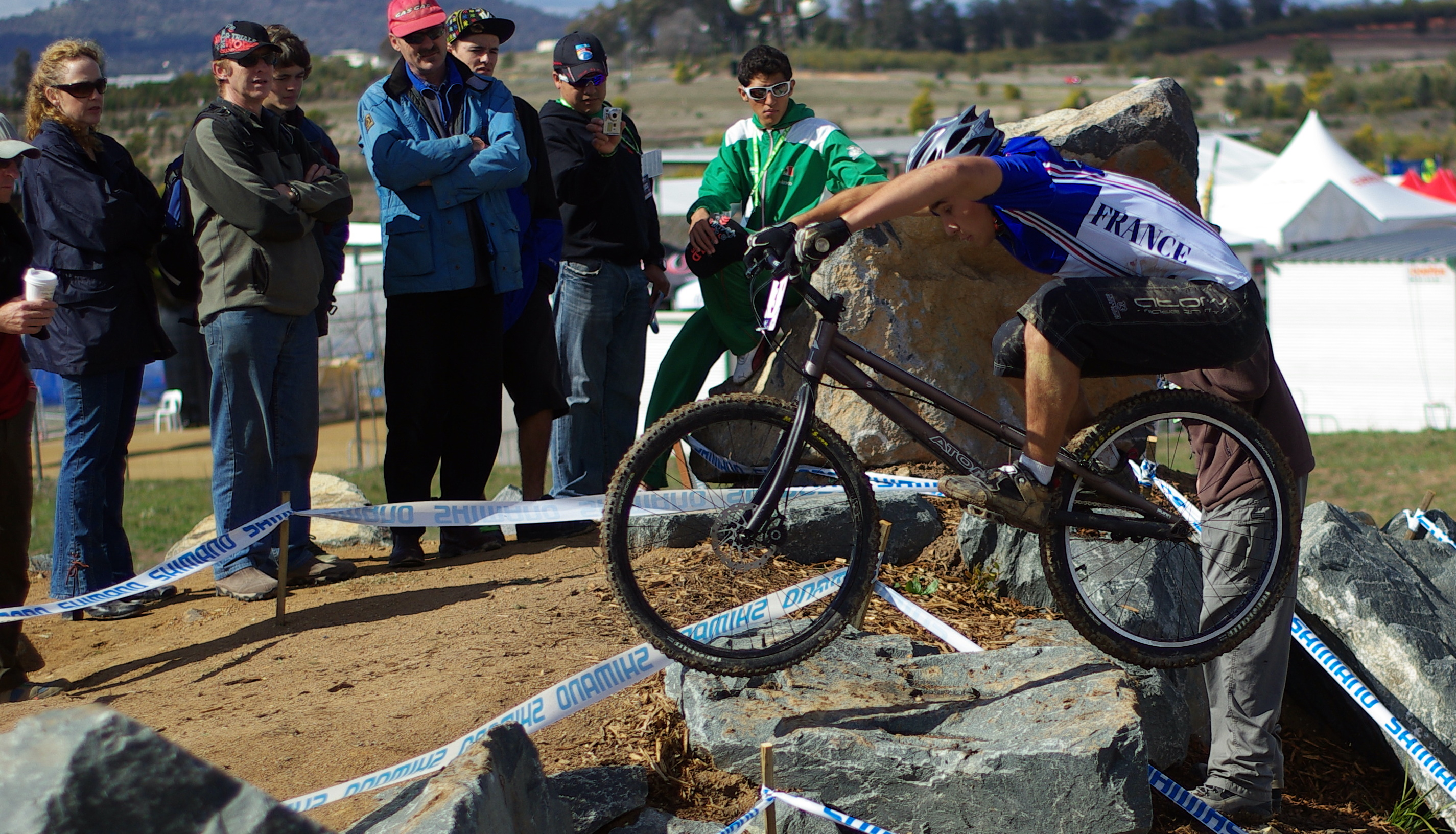
Bicitrial
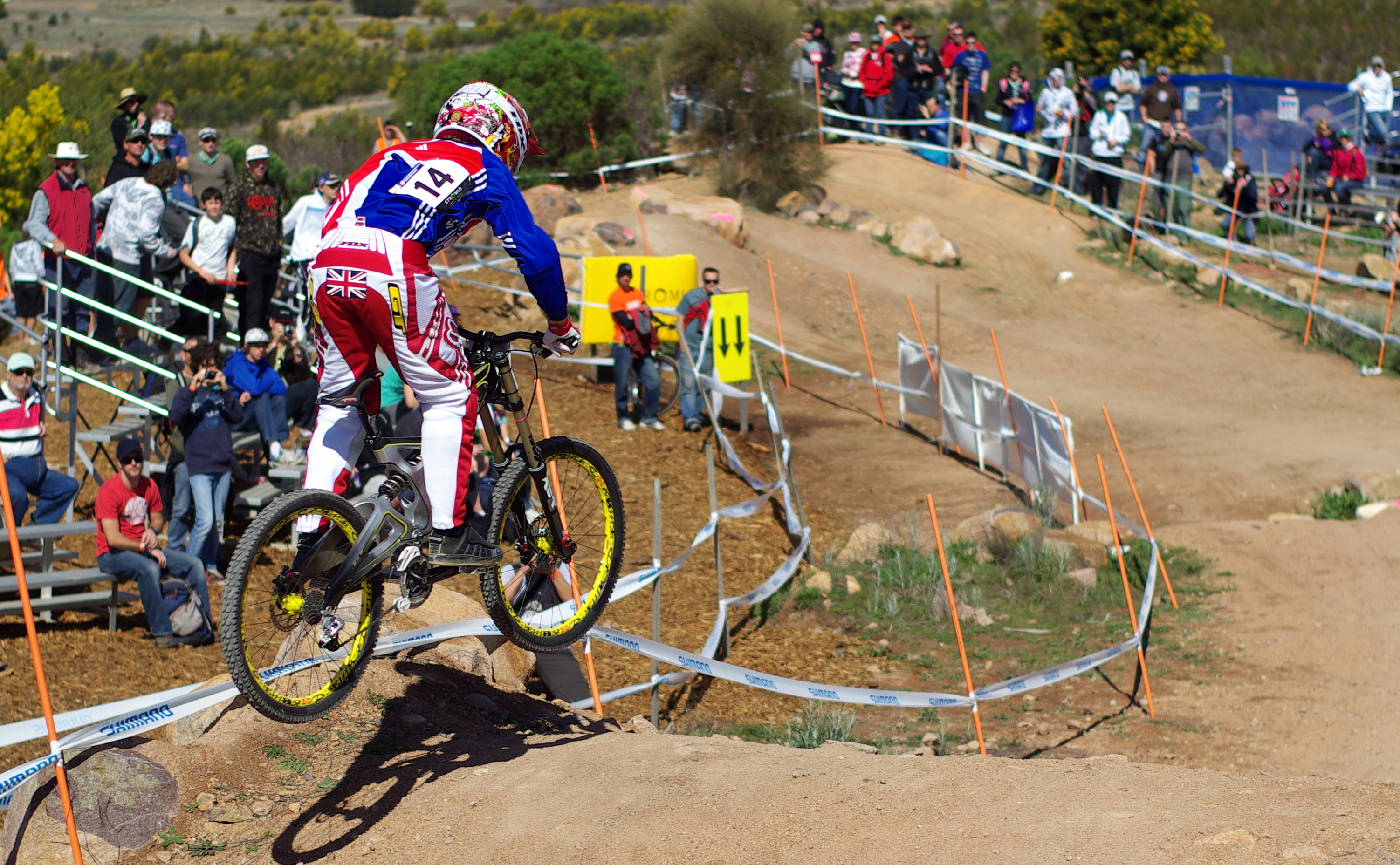
Descens o Downhill
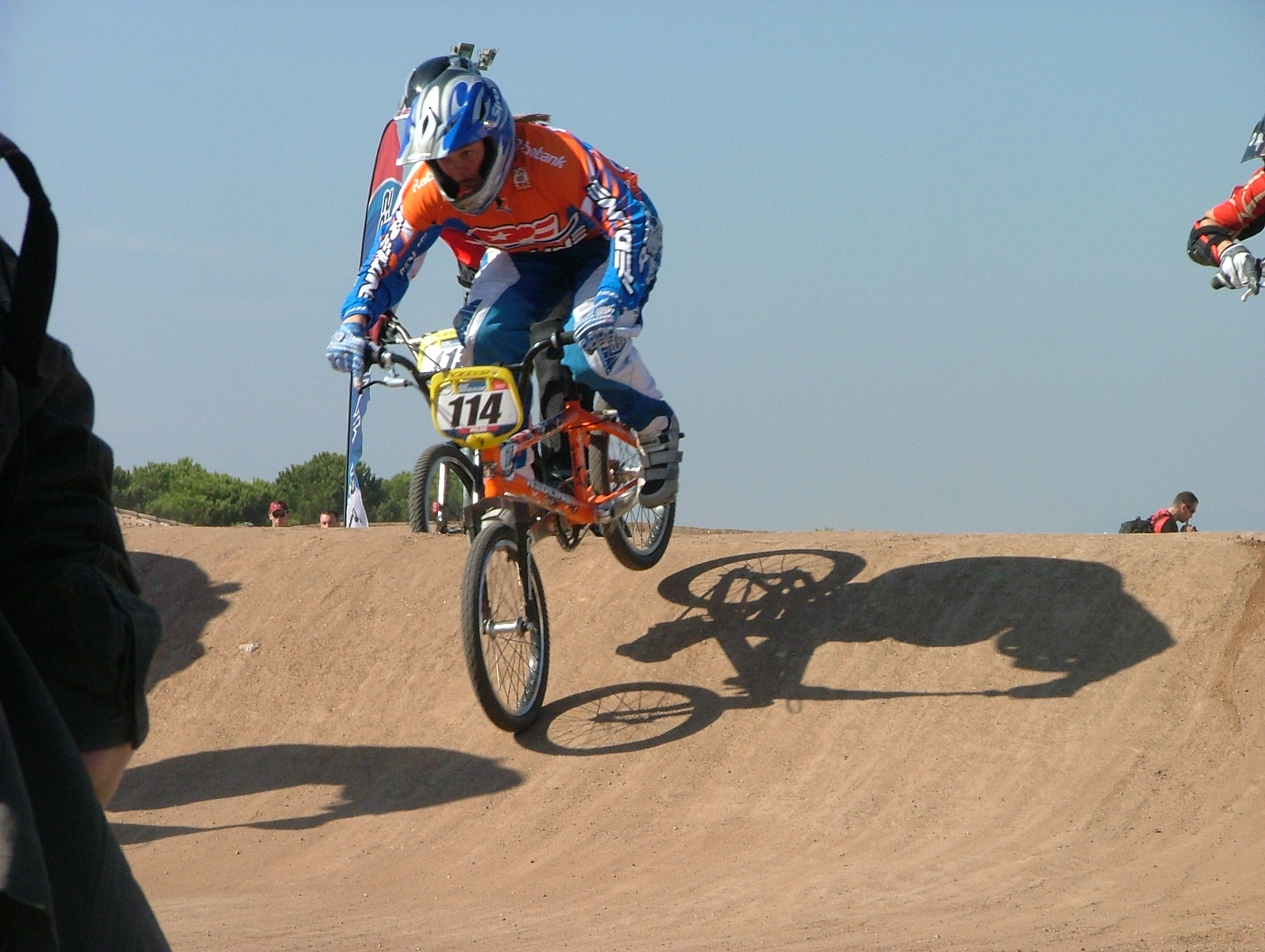
Cursa de BMX

## Requisits
Per la seva naturalesa de "desafiament" moltes modalitats de fora d'asfalt són considerades activitats de risc i requereixen l'ús d'equips de protecció, bàsicament casc, guants i ulleres protectores, complementat segons la disciplina amb colzeres, genolleres, espatlleres, protectors d'esquena, de pit i altres. De fet, la gamma d'equipament pot variar molt depenent del tipus d'activitat practicada.
Lògicament l'estat del vehicle a utilitzar-hi és essencial, i cal mantenir-lo en bones condicions de funcionament i seguretat.